# Acachapan y Colmena 5ta. Sección
Acachapan y Colmena 5ta. Sección är en ort i Mexiko.   Den ligger i kommunen Centro och delstaten Tabasco, i den sydöstra delen av landet, 700 km öster om huvudstaden Mexico City. Acachapan y Colmena 5ta. Sección ligger 3 meter över havet och antalet invånare är 368.
Terrängen runt Acachapan y Colmena 5ta. Sección är mycket platt. Runt Acachapan y Colmena 5ta. Sección är det ganska tätbefolkat, med 67 invånare per kvadratkilometer. Närmaste större samhälle är Buena Vista 1ra. Sección, 5,1 km väster om Acachapan y Colmena 5ta. Sección. Trakten runt Acachapan y Colmena 5ta. Sección består till största delen av jordbruksmark.